# Benquerença
Benquerença is een plaats (freguesia) in de Portugese gemeente Penamacor en telt 695 inwoners (2001).